# 姜兆張
姜兆張，字爾璣，號省予，山東莱州府掖縣人，明朝政治人物，同進士出身。

## 家族
父姜廷珤，嘉靖三十五年丙辰进士，累官湖广按察司副使。兄姜兆齐，万历四十一年癸丑进士，任南京户部主事。

## 生平
姜兆張是天啟元年（1621年）舉人，次年（1622年）聯捷壬戌科进士，初授陕西三原縣知縣，下車問疾苦，鋤强去暴，風節峻厲。调任長安縣，士民擁車悲哭。崇禎元年考選为廣西道監察御史，次年被革职。崇祯七年任大理寺右寺副，八年升南吏部验封司主事，十年升本司郎中，十一年升尚宝司丞，以事调用。本年補布政司參議，十三年升河南徐淮道憲副（河南按察副使），十四年京察去职。卒後，百姓立祠祭祀之。